# Шейдеман, Сергей Михайлович
Сергей Михайлович Шейдеман (18 августа 1857 — 29 февраля 1920) — русский и советский военачальник, генерал от кавалерии.

## Биография
Родился в семье офицера, по национальности немец. Окончил Петровский Полтавский кадетский корпус и 9 августа 1874 года поступил на военную службу. В 1877 году окончил Михайловское артиллерийское училище, выпущен подпоручиком в 19-ю конно-артиллерийскую батарею. Позже переведён в 3-ю гвардейскую гренадерскую артиллерийскую бригаду.
Участвовал в русско-турецкой войне 1877—1878 годов. 18 декабря 1878 года произведён в поручики.
В 1883 году окончил Николаевскую академию Генерального Штаба (по 2-му разряду). Назначен состоять при Киевском военном округе. 6 декабря 1883 года произведён в штабс-капитаны, а 9 декабря назначен старшим адъютантом штаба 11-й кавалерийской дивизии (до 1 апреля 1890). 29 марта 1885 года произведён в капитаны.
1 декабря 1888 года — цензовое командование эскадроном 34-го драгунского Стародубовского полка. 16 декабря 1889 года возвращается в 11-ю кавалерийскую дивизию старшим адъютантом штаба. 1 апреля 1890 года назначается в звании подполковника штаб-офицером для особых поручений при штабе 2-го армейского корпуса.
26 августа 1892 года становится старшим адъютантом штаба Виленского военного округа. 17 апреля 1894 года производится в полковники. С 6 мая по 6 ноября 1895 года был прикомандирован к 4-му лейб-драгунскому Псковскому полку для ознакомления с общими требованиями управления и ведения хозяйства.
2 декабря 1896 года назначается начальником штаба 4-й кавалерийской дивизии. С 22 марта 1901 года командир 1-го лейб-драгунского Московского полка. 21 марта 1902 года стал помощником начальника штаба Московского военного округа. 14 декабря того же года произведён в генерал-майоры.
20 мая 1905 года назначен окружным генерал-квартирмейстером штаба Московского военного округа. Во время восстания в Москве в декабре 1905 года в своём приказе от 18 декабря предписывал: «Если будет оказано вооружённое сопротивление, то истреблять всех, не арестовывая никого».
27 ноября 1906 года возглавил штаб Приамурского военного округа. 6 декабря 1907 года произведён в генерал-лейтенанты.
31 августа 1908 года принимает командование над 3-й кавалерийской дивизией. 15 мая 1912 года возглавил 2-й армейский корпус (26-я и 43-я пехотные дивизии) 2-й армии генерала A. В. Самсонова. 14 апреля 1913 года произведён в генералы от кавалерии (старшинство с 6 декабря 1913 года).
22 августа 1914 года 2-й армейский корпус генерала Шейдемана передан в 1-ю армию генерала П. К. Ренненкампфа. 5 сентября принял командование 2-й армией после самоубийства генерала А. В. Самсонова. В сентябре 2-я армия Шейдемана участвовала в наступлении в Восточной Пруссии, завершившимся поражением русской армии. В то же время именно удар, якобы уничтоженной, 2-й русской армии, нанесённый 9 сентября с юга Восточной Пруссии вынудил немцев повернуть часть сил против неё и спас 1-ю армию от разгрома.
В октябре 2-я армия приняла участие в Варшавско-Ивангородской операции. 7 октября 1914 года принял удар германских войск генерала А. фон Макензена под Троицами. 11 октября отвёл 2-й Сибирский армейский корпус на форты Варшавы. Через три дня нанёс силами 1-го и 2-го Сибирских, 4-го, 1-го и 2-го армейских корпусов удар по группировке Макензена в районе Пруткова. 15–17 октября занял Блоне и Сохачев. 24 октября армия Шейдемана отбросила 9-ю германскую армию за Равку. 30 октября занята Лодзь.
В ноябре 1914 года 2-я армия приняла участие в Лодзинской операции. Шейдеману не удалось предотвратить окружение Лодзи и 20 ноября он был отстранён от командования генералом Н. В. Рузским за «непонимание обстановки». 5 декабря официально сдал армию генералу В. В. Смирнову, получив в командование 1-й Туркестанский армейский корпус.
В 1916 году успешно действовал в составе 8-й армии во время знаменитого Брусиловского прорыва на Юго-Западном фронте. 5—9 июля в боях у Тумана и Розиничей разбил группу генерала Фата и форсировал р. Стоход. 10–11 июля был вынужден под давлением германских войск отвести корпус обратно за Стоход.
4 июня 1917 года по болезни переведён в резерв чинов при штабе Киевского военного округа. В ноябре назначен командующим 10-й армией.
В 1918 году добровольно вступил в Красную армию, назначен военным руководителем Рязанского отряда завесы Московского района. С осени 1918 года – штатный преподаватель Академии Генштаба РККА, с мая 1919 – заместитель начальника академии.  В Гражданскую войну командовал 1-й Рязанской пехотной дивизией в составе РККА. 
24 января 1920 был арестован, 28 января постановлением Коллегии МЧК был заключен в исправительно-трудовой лагерь до конца Гражданской войны. На следующий день его перевели из Особого отдела МЧК в Бутырскую тюрьму. Комиссар Академии Генштаба РККА и член ВЦИК Г. Л. Пятаков ходатайствовал о его освобождении: «…ходатайствую: о предоставлении возможности С.М. Шейдеману продолжать свою работу в академии, с каковой целью прошу выпустить его из концентрационного лагеря».
19 февраля Шейдеман был условно освобожден, но по имеющимся сведениям на свободу так и не вышел. Он умер в Бутырской тюрьме от сыпного тифа 29 февраля/1 марта 1920 и был похоронен в некрополе Скорбященского монастыря, уничтоженном в 1930 году. В 1999 году реабилитирован.

## Награды
- Орден Святой Анны IV степени (1879)
- Орден Святого Станислава III степени (1886)
- Орден Святой Анны III степени (1889)
- Орден Святого Станислава II степени (1893)
- Орден Святого Владимира IV степени (1896)
- Орден Святого Владимира III степени (1905)
- Орден Святого Станислава I степени (1906)
- Орден Святой Анны I степени (06.12.1910).
- Орден Святого Александра Невского с мечами (15.03.1916)[9]